# Lista över fornlämningar i Västerviks kommun (Västra Ed)
Lista över fornlämningar i Västerviks kommun (Västra Ed) är en förteckning av ett urval av de fornlämningar som finns i Västra Ed i Västerviks kommun.
| Namn                           | Lämningstyp                 | Tillkomsttid | Historisk indelning | Plats | Läge                 | ID-nr          | Bild                                      |
| ------------------------------ | --------------------------- | ------------ | ------------------- | ----- | -------------------- | -------------- | ----------------------------------------- |
| Västra Ed 1:1                  | Stensättning                |              | Västra Ed, Småland  |       | 57.956632, 16.646693 | 10088500010001 | Ladda upp en bild av detta fornminne      |
| Västra Ed 1:2                  | Stensättning                |              | Västra Ed, Småland  |       | 57.957016, 16.646799 | 10088500010002 | Ladda upp en bild av detta fornminne      |
| Västra Ed 5:1                  | Gravfält                    |              | Västra Ed, Småland  |       | 57.968171, 16.622953 | 10088500050001 | Ladda upp en bild av detta fornminne      |
| Västra Ed 6:1                  | Stensättning                |              | Västra Ed, Småland  |       | 57.970963, 16.644283 | 10088500060001 | Ladda upp en bild av detta fornminne      |
| Västra Ed 6:2                  | Stensättning                |              | Västra Ed, Småland  |       | 57.971023, 16.644139 | 10088500060002 | Ladda upp en bild av detta fornminne      |
| Västra Ed 6:3                  | Stensättning                |              | Västra Ed, Småland  |       | 57.971340, 16.644342 | 10088500060003 | Ladda upp en bild av detta fornminne      |
| Västra Ed 8:1                  | Stensättning                |              | Västra Ed, Småland  |       | 57.972433, 16.642393 | 10088500080001 | Ladda upp en bild av detta fornminne      |
| Västra Ed 9:1                  | Grav- och boplatsområde     |              | Västra Ed, Småland  |       | 57.973049, 16.643110 | 10088500090001 | Ladda upp en bild av detta fornminne      |
| Västra Ed 11:1                 | Stensättning                |              | Västra Ed, Småland  |       | 57.972261, 16.645628 | 10088500110001 | Ladda upp en bild av detta fornminne      |
| Västra Ed 11:2                 | Stensättning                |              | Västra Ed, Småland  |       | 57.972251, 16.645834 | 10088500110002 | Ladda upp en bild av detta fornminne      |
| Västra Ed 11:3                 | Stensättning                |              | Västra Ed, Småland  |       | 57.972178, 16.645782 | 10088500110003 | Ladda upp en bild av detta fornminne      |
| Västra Ed 11:4                 | Stensättning                |              | Västra Ed, Småland  |       | 57.972101, 16.645810 | 10088500110004 | Ladda upp en bild av detta fornminne      |
| Västra Ed 13:1                 | Stensättning                |              | Västra Ed, Småland  |       | 57.972765, 16.648940 | 10088500130001 | Ladda upp en bild av detta fornminne      |
| Västra Ed 13:2                 | Stensättning                |              | Västra Ed, Småland  |       | 57.972705, 16.648810 | 10088500130002 | Ladda upp en bild av detta fornminne      |
| Västra Ed 13:3                 | Stensättning                |              | Västra Ed, Småland  |       | 57.972458, 16.649268 | 10088500130003 | Ladda upp en bild av detta fornminne      |
| Västra Ed 14:1                 | Stensättning                |              | Västra Ed, Småland  |       | 57.974938, 16.648793 | 10088500140001 | Ladda upp en bild av detta fornminne      |
| Västra Ed 16:1                 | Stensättning                |              | Västra Ed, Småland  |       | 57.973416, 16.647335 | 10088500160001 | Ladda upp en bild av detta fornminne      |
| Västra Ed 16:2                 | Stensättning                |              | Västra Ed, Småland  |       | 57.973378, 16.647145 | 10088500160002 | Ladda upp en bild av detta fornminne      |
| Västra Ed 16:3                 | Stensättning                |              | Västra Ed, Småland  |       | 57.973615, 16.647089 | 10088500160003 | Ladda upp en bild av detta fornminne      |
| Västra Ed 18:1                 | Röse                        |              | Västra Ed, Småland  |       | 57.974406, 16.642744 | 10088500180001 | Ladda upp en bild av detta fornminne      |
| Västra Ed 18:2                 | Stensättning                |              | Västra Ed, Småland  |       | 57.974125, 16.642961 | 10088500180002 | Ladda upp en bild av detta fornminne      |
| Västra Ed 19:1                 | Röse                        |              | Västra Ed, Småland  |       | 57.978909, 16.643007 | 10088500190001 | Ladda upp en bild av detta fornminne      |
| Västra Ed 22:1                 | Stensättning                |              | Västra Ed, Småland  |       | 57.974314, 16.634599 | 10088500220001 | Ladda upp en bild av detta fornminne      |
| Västra Ed 25:1                 | Stensättning                |              | Västra Ed, Småland  |       | 57.992798, 16.633401 | 10088500250001 | Ladda upp en bild av detta fornminne      |
| Västra Ed 27:1                 | Gravfält                    |              | Västra Ed, Småland  |       | 57.993308, 16.631625 | 10088500270001 | Ladda upp en bild av detta fornminne      |
| Västra Ed 29:1                 | Röse                        |              | Västra Ed, Småland  |       | 58.011872, 16.586291 | 10088500290001 | Ladda upp en bild av detta fornminne      |
| Västra Ed 30:1                 | Stensättning                |              | Västra Ed, Småland  |       | 58.012387, 16.593429 | 10088500300001 | Ladda upp en bild av detta fornminne      |
| Västra Ed 31:1                 | Gravfält                    |              | Västra Ed, Småland  |       | 57.999627, 16.606778 | 10088500310001 | Ladda upp en bild av detta fornminne      |
| Västra Ed 34:1                 | Gravfält                    |              | Västra Ed, Småland  |       | 58.021282, 16.609020 | 10088500340001 | Ladda upp en bild av detta fornminne      |
| Västra Ed 35:1                 | Gravfält                    |              | Västra Ed, Småland  |       | 58.020633, 16.610566 | 10088500350001 | Ladda upp en bild av detta fornminne      |
| Västra Ed 36:1                 | Röse                        |              | Västra Ed, Småland  |       | 58.020379, 16.612243 | 10088500360001 | Ladda upp en bild av detta fornminne      |
| Västra Ed 36:2                 | Röse                        |              | Västra Ed, Småland  |       | 58.020438, 16.612137 | 10088500360002 | Ladda upp en bild av detta fornminne      |
| Västra Ed 38:1                 | Gravfält                    |              | Västra Ed, Småland  |       | 57.988314, 16.425528 | 10088500380001 | Ladda upp en bild av detta fornminne      |
| Västra Ed 40:1                 | Fornborg                    |              | Västra Ed, Småland  |       | 57.996678, 16.410098 | 10088500400001 | Ladda upp en bild av detta fornminne      |
| Västra Ed 41:1                 | Gravfält                    |              | Västra Ed, Småland  |       | 58.021882, 16.431677 | 10088500410001 | Ladda upp en bild av detta fornminne      |
| Västra Ed 42:1                 | Stensättning                |              | Västra Ed, Småland  |       | 58.027031, 16.424863 | 10088500420001 | Ladda upp en bild av detta fornminne      |
| Västra Ed 42:2                 | Stensättning                |              | Västra Ed, Småland  |       | 58.026870, 16.424829 | 10088500420002 | Ladda upp en bild av detta fornminne      |
| Västra Ed 42:3                 | Stensättning                |              | Västra Ed, Småland  |       | 58.026538, 16.425583 | 10088500420003 | Ladda upp en bild av detta fornminne      |
| Västra Ed 43:1                 | Stensättning                |              | Västra Ed, Småland  |       | 58.029336, 16.418083 | 10088500430001 | Ladda upp en bild av detta fornminne      |
| Västra Ed 44:1                 | Stensättning                |              | Västra Ed, Småland  |       | 58.032800, 16.419090 | 10088500440001 | Ladda upp en bild av detta fornminne      |
| Västra Ed 45:1                 | Stensättning                |              | Västra Ed, Småland  |       | 58.032504, 16.408556 | 10088500450001 | Ladda upp en bild av detta fornminne      |
| Västra Ed 46:1                 | Stensättning                |              | Västra Ed, Småland  |       | 58.033307, 16.403420 | 10088500460001 | Ladda upp en bild av detta fornminne      |
| Västra Ed 46:2                 | Stensättning                |              | Västra Ed, Småland  |       | 58.033228, 16.403550 | 10088500460002 | Ladda upp en bild av detta fornminne      |
| Västra Ed 47:1                 | Röse                        |              | Västra Ed, Småland  |       | 58.031927, 16.398592 | 10088500470001 | Ladda upp en bild av detta fornminne      |
| Västra Ed 47:2                 | Stensättning                |              | Västra Ed, Småland  |       | 58.031517, 16.398732 | 10088500470002 | Ladda upp en bild av detta fornminne      |
| Västra Ed 49:1                 | Gravfält                    |              | Västra Ed, Småland  |       | 58.032566, 16.379802 | 10088500490001 | Ladda upp en bild av detta fornminne      |
| Västra Ed 50:1                 | Stenkrets                   |              | Västra Ed, Småland  |       | 58.044635, 16.379091 | 10088500500001 | Ladda upp en bild av detta fornminne      |
| Västra Ed 51:1                 | Stenkrets                   |              | Västra Ed, Småland  |       | 58.044662, 16.377389 | 10088500510001 | Ladda upp en bild av detta fornminne      |
| Västra Ed 52:1                 | Stensättning                |              | Västra Ed, Småland  |       | 58.038566, 16.376704 | 10088500520001 | Ladda upp en bild av detta fornminne      |
| Västra Ed 52:2                 | Röse                        |              | Västra Ed, Småland  |       | 58.038258, 16.378376 | 10088500520002 | Ladda upp en bild av detta fornminne      |
| Västra Ed 53:1                 | Stensättning                |              | Västra Ed, Småland  |       | 58.040269, 16.373247 | 10088500530001 | Ladda upp en bild av detta fornminne      |
| Västra Ed 53:2                 | Stensättning                |              | Västra Ed, Småland  |       | 58.040235, 16.373429 | 10088500530002 | Ladda upp en bild av detta fornminne      |
| Västra Ed 54:1                 | Gravfält                    |              | Västra Ed, Småland  |       | 58.017202, 16.398375 | 10088500540001 | Ladda upp en bild av detta fornminne      |
| Västra Ed 55:1                 | Stenkrets                   |              | Västra Ed, Småland  |       | 58.004383, 16.466448 | 10088500550001 | Ladda upp en bild av detta fornminne      |
| Västra Ed 56:1                 | Gravfält                    |              | Västra Ed, Småland  |       | 58.004065, 16.465411 | 10088500560001 | Ladda upp en bild av detta fornminne      |
| Västra Ed 57:1                 | Gravfält                    |              | Västra Ed, Småland  |       | 58.032116, 16.416856 | 10088500570001 | Ladda upp en bild av detta fornminne      |
| Västra Ed 59:1                 | Stensättning                |              | Västra Ed, Småland  |       | 57.995622, 16.470037 | 10088500590001 | Ladda upp en bild av detta fornminne      |
| Västra Ed 60:1                 | Stensättning                |              | Västra Ed, Småland  |       | 57.989358, 16.480429 | 10088500600001 | Ladda upp en bild av detta fornminne      |
| Västra Ed 60:2                 | Stensättning                |              | Västra Ed, Småland  |       | 57.989603, 16.480468 | 10088500600002 | Ladda upp en bild av detta fornminne      |
| Västra Ed 60:3                 | Stensättning                |              | Västra Ed, Småland  |       | 57.989526, 16.480147 | 10088500600003 | Ladda upp en bild av detta fornminne      |
| Västra Ed 60:4                 | Stensättning                |              | Västra Ed, Småland  |       | 57.989855, 16.481310 | 10088500600004 | Ladda upp en bild av detta fornminne      |
| Västra Ed 61:1                 | Stensättning                |              | Västra Ed, Småland  |       | 57.989067, 16.480316 | 10088500610001 | Ladda upp en bild av detta fornminne      |
| Västra Ed 61:2                 | Stensättning                |              | Västra Ed, Småland  |       | 57.989131, 16.479983 | 10088500610002 | Ladda upp en bild av detta fornminne      |
| Västra Ed 62:1                 | Röse                        |              | Västra Ed, Småland  |       | 57.987876, 16.479263 | 10088500620001 | Ladda upp en bild av detta fornminne      |
| Västra Ed 62:2                 | Röse                        |              | Västra Ed, Småland  |       | 57.988059, 16.478732 | 10088500620002 | Ladda upp en bild av detta fornminne      |
| Västra Ed 63:1                 | Stensättning                |              | Västra Ed, Småland  |       | 57.988357, 16.477855 | 10088500630001 | Ladda upp en bild av detta fornminne      |
| Västra Ed 65:2                 | Minnesmärke                 |              | Västra Ed, Småland  |       | 58.056810, 16.565092 | 10088500650002 | Ladda upp en bild av detta fornminne      |
| Västra Ed 67:1                 | Stensättning                |              | Västra Ed, Småland  |       | 57.987183, 16.493409 | 10088500670001 | Ladda upp en bild av detta fornminne      |
| Västra Ed 68:1                 | Stensättning                |              | Västra Ed, Småland  |       | 57.987987, 16.487236 | 10088500680001 | Ladda upp en bild av detta fornminne      |
| Västra Ed 69:1                 | Stensättning                |              | Västra Ed, Småland  |       | 57.981879, 16.492111 | 10088500690001 | Ladda upp en bild av detta fornminne      |
| Västra Ed 69:2                 | Stensättning                |              | Västra Ed, Småland  |       | 57.982250, 16.491421 | 10088500690002 | Ladda upp en bild av detta fornminne      |
| Västra Ed 69:3                 | Stensättning                |              | Västra Ed, Småland  |       | 57.982159, 16.491507 | 10088500690003 | Ladda upp en bild av detta fornminne      |
| Västra Ed 69:4                 | Stensättning                |              | Västra Ed, Småland  |       | 57.982189, 16.490763 | 10088500690004 | Ladda upp en bild av detta fornminne      |
| Västra Ed 71:1                 | Stensättning                |              | Västra Ed, Småland  |       | 57.983643, 16.482922 | 10088500710001 | Ladda upp en bild av detta fornminne      |
| Västra Ed 72:1                 | Röse                        |              | Västra Ed, Småland  |       | 57.982480, 16.493119 | 10088500720001 | Ladda upp en bild av detta fornminne      |
| Västra Ed 73:1                 | Stensättning                |              | Västra Ed, Småland  |       | 58.011977, 16.501497 | 10088500730001 | Ladda upp en bild av detta fornminne      |
| Västra Ed 74:1                 | Stensättning                |              | Västra Ed, Småland  |       | 57.978073, 16.488371 | 10088500740001 | Ladda upp en bild av detta fornminne      |
| Västra Ed 75:1                 | Stensättning                |              | Västra Ed, Småland  |       | 57.978919, 16.487349 | 10088500750001 | Ladda upp en bild av detta fornminne      |
| Västra Ed 76:1                 | Röse                        |              | Västra Ed, Småland  |       | 57.975286, 16.481782 | 10088500760001 | Ladda upp en bild av detta fornminne      |
| Västra Ed 76:2                 | Stensättning                |              | Västra Ed, Småland  |       | 57.975419, 16.481291 | 10088500760002 | Ladda upp en bild av detta fornminne      |
| Västra Ed 77:1                 | Stensättning                |              | Västra Ed, Småland  |       | 57.969500, 16.490210 | 10088500770001 | Ladda upp en bild av detta fornminne      |
| Västra Ed 78:1                 | Stensättning                |              | Västra Ed, Småland  |       | 57.970346, 16.492110 | 10088500780001 | Ladda upp en bild av detta fornminne      |
| Västra Ed 78:2                 | Stensättning                |              | Västra Ed, Småland  |       | 57.970330, 16.491796 | 10088500780002 | Ladda upp en bild av detta fornminne      |
| Västra Ed 78:3                 | Stensättning                |              | Västra Ed, Småland  |       | 57.970558, 16.492066 | 10088500780003 | Ladda upp en bild av detta fornminne      |
| Västra Ed 82:1                 | Röse                        |              | Västra Ed, Småland  |       | 57.972717, 16.537724 | 10088500820001 | Ladda upp en bild av detta fornminne      |
| Västra Ed 83:1                 | Stensättning                |              | Västra Ed, Småland  |       | 57.972131, 16.538817 | 10088500830001 | Ladda upp en bild av detta fornminne      |
| Djursnäs kase (Västra Ed 84:1) | Röse                        |              | Västra Ed, Småland  |       | 57.980337, 16.542365 | 10088500840001 | Ladda upp en bild av detta fornminne      |
| Djursnäs kase (Västra Ed 84:2) | Röse                        |              | Västra Ed, Småland  |       | 57.980100, 16.542910 | 10088500840002 | Ladda upp en bild av detta fornminne      |
| Djursnäs kase (Västra Ed 84:3) | Röse                        |              | Västra Ed, Småland  |       | 57.979986, 16.542749 | 10088500840003 | Ladda upp en bild av detta fornminne      |
| Djursnäs kase (Västra Ed 84:4) | Röse                        |              | Västra Ed, Småland  |       | 57.979905, 16.543125 | 10088500840004 | Ladda upp en bild av detta fornminne      |
| Västra Ed 87:1                 | Stensättning                |              | Västra Ed, Småland  |       | 57.993307, 16.570338 | 10088500870001 | Ladda upp en bild av detta fornminne      |
| Västra Ed 87:2                 | Röse                        |              | Västra Ed, Småland  |       | 57.993196, 16.570875 | 10088500870002 | Ladda upp en bild av detta fornminne      |
| Västra Ed 88:1                 | Stensättning                |              | Västra Ed, Småland  |       | 57.993204, 16.571957 | 10088500880001 | Ladda upp en bild av detta fornminne      |
| Västra Ed 88:2                 | Stensättning                |              | Västra Ed, Småland  |       | 57.993160, 16.572131 | 10088500880002 | Ladda upp en bild av detta fornminne      |
| Västra Ed 89:1                 | Röse                        |              | Västra Ed, Småland  |       | 57.992884, 16.574351 | 10088500890001 | Ladda upp en bild av detta fornminne      |
| Västra Ed 89:2                 | Stensättning                |              | Västra Ed, Småland  |       | 57.992957, 16.574212 | 10088500890002 | Ladda upp en bild av detta fornminne      |
| Västra Ed 89:3                 | Röse                        |              | Västra Ed, Småland  |       | 57.993017, 16.574407 | 10088500890003 | Ladda upp en bild av detta fornminne      |
| Västra Ed 89:4                 | Stensättning                |              | Västra Ed, Småland  |       | 57.992901, 16.574073 | 10088500890004 | Ladda upp en bild av detta fornminne      |
| Västra Ed 90:1                 | Gravfält                    |              | Västra Ed, Småland  |       | 57.993911, 16.572752 | 10088500900001 | Ladda upp en bild av detta fornminne      |
| Västra Ed 91:1                 | Röse                        |              | Västra Ed, Småland  |       | 57.996961, 16.569182 | 10088500910001 | Ladda upp en bild av detta fornminne      |
| Västra Ed 92:1                 | Stensättning                |              | Västra Ed, Småland  |       | 57.989910, 16.574672 | 10088500920001 | Ladda upp en bild av detta fornminne      |
| Västra Ed 93:1                 | Röse                        |              | Västra Ed, Småland  |       | 57.991318, 16.575077 | 10088500930001 | Ladda upp en bild av detta fornminne      |
| Västra Ed 94:1                 | Röse                        |              | Västra Ed, Småland  |       | 57.989812, 16.571543 | 10088500940001 | Ladda upp en bild av detta fornminne      |
| Västra Ed 94:2                 | Röse                        |              | Västra Ed, Småland  |       | 57.989929, 16.571873 | 10088500940002 | Ladda upp en bild av detta fornminne      |
| Västra Ed 94:3                 | Röse                        |              | Västra Ed, Småland  |       | 57.989866, 16.572126 | 10088500940003 | Ladda upp en bild av detta fornminne      |
| Västra Ed 95:1                 | Röse                        |              | Västra Ed, Småland  |       | 57.991618, 16.569651 | 10088500950001 | Ladda upp en bild av detta fornminne      |
| Västra Ed 95:2                 | Röse                        |              | Västra Ed, Småland  |       | 57.991543, 16.569534 | 10088500950002 | Ladda upp en bild av detta fornminne      |
| Västra Ed 95:3                 | Röse                        |              | Västra Ed, Småland  |       | 57.991515, 16.569693 | 10088500950003 | Ladda upp en bild av detta fornminne      |
| Västra Ed 96:1                 | Stensättning                |              | Västra Ed, Småland  |       | 57.987685, 16.572152 | 10088500960001 | Ladda upp en bild av detta fornminne      |
| Västra Ed 96:2                 | Stensättning                |              | Västra Ed, Småland  |       | 57.987690, 16.571946 | 10088500960002 | Ladda upp en bild av detta fornminne      |
| Västra Ed 97:1                 | Gravfält                    |              | Västra Ed, Småland  |       | 57.989514, 16.581817 | 10088500970001 | Ladda upp en bild av detta fornminne      |
| Västra Ed 98:1                 | Stensättning                |              | Västra Ed, Småland  |       | 58.006320, 16.459216 | 10088500980001 | Ladda upp en bild av detta fornminne      |
| Västra Ed 98:2                 | Stensättning                |              | Västra Ed, Småland  |       | 58.006289, 16.459401 | 10088500980002 | Ladda upp en bild av detta fornminne      |
| Västra Ed 98:3                 | Stensättning                |              | Västra Ed, Småland  |       | 58.006218, 16.459210 | 10088500980003 | Ladda upp en bild av detta fornminne      |
| Västra Ed 100:1                | Röse                        |              | Västra Ed, Småland  |       | 57.990519, 16.589202 | 10088501000001 | Ladda upp en bild av detta fornminne      |
| Västra Ed 100:2                | Stensättning                |              | Västra Ed, Småland  |       | 57.990629, 16.589367 | 10088501000002 | Ladda upp en bild av detta fornminne      |
| Västra Ed 102:1                | Stensättning                |              | Västra Ed, Småland  |       | 58.033417, 16.450720 | 10088501020001 | Ladda upp en bild av detta fornminne      |
| Västra Ed 102:2                | Stensättning                |              | Västra Ed, Småland  |       | 58.033530, 16.450662 | 10088501020002 | Ladda upp en bild av detta fornminne      |
| Västra Ed 103:1                | Stensättning                |              | Västra Ed, Småland  |       | 58.038921, 16.440237 | 10088501030001 | Ladda upp en bild av detta fornminne      |
| Västra Ed 104:1                | Stensättning                |              | Västra Ed, Småland  |       | 58.040555, 16.435882 | 10088501040001 | Ladda upp en bild av detta fornminne      |
| Västra Ed 104:2                | Stensättning                |              | Västra Ed, Småland  |       | 58.040686, 16.435853 | 10088501040002 | Ladda upp en bild av detta fornminne      |
| Västra Ed 104:3                | Stensättning                |              | Västra Ed, Småland  |       | 58.040798, 16.435692 | 10088501040003 | Ladda upp en bild av detta fornminne      |
| Västra Ed 105:1                | Gravfält                    |              | Västra Ed, Småland  |       | 58.039807, 16.437724 | 10088501050001 | Ladda upp en bild av detta fornminne      |
| Västra Ed 106:1                | Gravfält                    |              | Västra Ed, Småland  |       | 58.041444, 16.431320 | 10088501060001 | Ladda upp en bild av detta fornminne      |
| Västra Ed 107:1                | Stensättning                |              | Västra Ed, Småland  |       | 58.040354, 16.439497 | 10088501070001 | Ladda upp en bild av detta fornminne      |
| Västra Ed 107:2                | Stensättning                |              | Västra Ed, Småland  |       | 58.040289, 16.439601 | 10088501070002 | Ladda upp en bild av detta fornminne      |
| Västra Ed 111:1                | Stensättning                |              | Västra Ed, Småland  |       | 57.980858, 16.606878 | 10088501110001 | Ladda upp en bild av detta fornminne      |
| Västra Ed 111:2                | Stensättning                |              | Västra Ed, Småland  |       | 57.980854, 16.607050 | 10088501110002 | Ladda upp en bild av detta fornminne      |
| Västra Ed 111:3                | Stensättning                |              | Västra Ed, Småland  |       | 57.980784, 16.607052 | 10088501110003 | Ladda upp en bild av detta fornminne      |
| Västra Ed 111:4                | Stensättning                |              | Västra Ed, Småland  |       | 57.980675, 16.607181 | 10088501110004 | Ladda upp en bild av detta fornminne      |
| Västra Ed 112:1                | Stensättning                |              | Västra Ed, Småland  |       | 57.990735, 16.594994 | 10088501120001 | Ladda upp en bild av detta fornminne      |
| Västra Ed 113:1                | Röse                        |              | Västra Ed, Småland  |       | 57.992414, 16.590401 | 10088501130001 | Ladda upp en bild av detta fornminne      |
| Västra Ed 114:1                | Gravfält                    |              | Västra Ed, Småland  |       | 58.008696, 16.500992 | 10088501140001 | Ladda upp en bild av detta fornminne      |
| Västra Ed 115:1                | Gravfält                    |              | Västra Ed, Småland  |       | 58.008090, 16.502935 | 10088501150001 | Ladda upp en bild av detta fornminne      |
| Västra Ed 116:1                | Hög                         |              | Västra Ed, Småland  |       | 58.008288, 16.501905 | 10088501160001 | Ladda upp en bild av detta fornminne      |
| Västra Ed 116:2                | Hög                         |              | Västra Ed, Småland  |       | 58.008186, 16.501919 | 10088501160002 | Ladda upp en bild av detta fornminne      |
| Västra Ed 117:1                | Hällristning                |              | Västra Ed, Småland  |       | 58.007828, 16.502247 | 10088501170001 | Ladda upp en bild av detta fornminne      |
| Västra Ed 118:1                | Runristning                 |              | Västra Ed, Småland  |       | 58.013078, 16.475848 | 10088501180001 | Ladda upp en bild av detta fornminne      |
| Västra Ed 120:1                | Stensättning                |              | Västra Ed, Småland  |       | 58.006137, 16.504481 | 10088501200001 | Ladda upp en bild av detta fornminne      |
| Västra Ed 121:1                | Stensättning                |              | Västra Ed, Småland  |       | 58.005693, 16.503320 | 10088501210001 | Ladda upp en bild av detta fornminne      |
| Västra Ed 121:2                | Stensättning                |              | Västra Ed, Småland  |       | 58.005676, 16.503502 | 10088501210002 | Ladda upp en bild av detta fornminne      |
| Slottsberget (Västra Ed 123:1) | Fornborg                    |              | Västra Ed, Småland  |       | 58.060634, 16.467426 | 10088501230001 | Ladda upp en bild av detta fornminne      |
| Västra Ed 125:1                | Runristning                 |              | Västra Ed, Småland  |       | 58.011044, 16.495489 | 10088501250001 | Ladda upp en bild av detta fornminne      |
| Västra Ed 127:1                | Stensättning                |              | Västra Ed, Småland  |       | 58.007209, 16.505052 | 10088501270001 | Ladda upp en bild av detta fornminne      |
| Västra Ed 127:2                | Stensättning                |              | Västra Ed, Småland  |       | 58.007365, 16.504858 | 10088501270002 | Ladda upp en bild av detta fornminne      |
| Västra Ed 127:3                | Stensättning                |              | Västra Ed, Småland  |       | 58.007199, 16.505366 | 10088501270003 | Ladda upp en bild av detta fornminne      |
| Västra Ed 128:1                | Stensättning                |              | Västra Ed, Småland  |       | 58.024705, 16.462471 | 10088501280001 | Ladda upp en bild av detta fornminne      |
| Västra Ed 128:3                | Grav markerad av sten/block |              | Västra Ed, Småland  |       | 58.024809, 16.462582 | 10088501280003 | Ladda upp en bild av detta fornminne      |
| Västra Ed 129:1                | Stensättning                |              | Västra Ed, Småland  |       | 57.993028, 16.518664 | 10088501290001 | Ladda upp en bild av detta fornminne      |
| Västra Ed 130:1                | Gravfält                    |              | Västra Ed, Småland  |       | 58.010304, 16.576406 | 10088501300001 | Ladda upp en bild av detta fornminne      |
| Västra Ed 132:1                | Gravfält                    |              | Västra Ed, Småland  |       | 58.010057, 16.574363 | 10088501320001 | Ladda upp en till bild av detta fornminne |
| Västra Ed 133:1                | Stensättning                |              | Västra Ed, Småland  |       | 58.013320, 16.571271 | 10088501330001 | Ladda upp en bild av detta fornminne      |
| Västra Ed 133:2                | Stensättning                |              | Västra Ed, Småland  |       | 58.013279, 16.571771 | 10088501330002 | Ladda upp en bild av detta fornminne      |
| Västra Ed 133:3                | Stensättning                |              | Västra Ed, Småland  |       | 58.013733, 16.570957 | 10088501330003 | Ladda upp en bild av detta fornminne      |
| Västra Ed 134:1                | Fornborg                    |              | Västra Ed, Småland  |       | 58.040591, 16.524470 | 10088501340001 | Ladda upp en bild av detta fornminne      |
| Västra Ed 135:1                | Stensättning                |              | Västra Ed, Småland  |       | 58.019465, 16.579973 | 10088501350001 | Ladda upp en bild av detta fornminne      |
| Västra Ed 135:2                | Stensättning                |              | Västra Ed, Småland  |       | 58.019555, 16.580058 | 10088501350002 | Ladda upp en bild av detta fornminne      |
| Västra Ed 136:1                | Stensättning                |              | Västra Ed, Småland  |       | 58.018467, 16.582087 | 10088501360001 | Ladda upp en bild av detta fornminne      |
| Västra Ed 136:2                | Stensättning                |              | Västra Ed, Småland  |       | 58.018350, 16.582267 | 10088501360002 | Ladda upp en bild av detta fornminne      |
| Västra Ed 137:1                | Röse                        |              | Västra Ed, Småland  |       | 58.016065, 16.579050 | 10088501370001 | Ladda upp en bild av detta fornminne      |
| Västra Ed 138:1                | Stensättning                |              | Västra Ed, Småland  |       | 58.016084, 16.579862 | 10088501380001 | Ladda upp en bild av detta fornminne      |
| Västra Ed 139:1                | Stensättning                |              | Västra Ed, Småland  |       | 58.015630, 16.580961 | 10088501390001 | Ladda upp en bild av detta fornminne      |
| Västra Ed 140:1                | Stensättning                |              | Västra Ed, Småland  |       | 58.014832, 16.571064 | 10088501400001 | Ladda upp en bild av detta fornminne      |
| Västra Ed 141:1                | Röse                        |              | Västra Ed, Småland  |       | 58.015583, 16.571911 | 10088501410001 | Ladda upp en bild av detta fornminne      |
| Västra Ed 143:1                | Stensättning                |              | Västra Ed, Småland  |       | 58.013065, 16.569814 | 10088501430001 | Ladda upp en bild av detta fornminne      |
| Västra Ed 146:1                | Gravfält                    |              | Västra Ed, Småland  |       | 58.019000, 16.574281 | 10088501460001 | Ladda upp en bild av detta fornminne      |
| Västra Ed 147:1                | Stensättning                |              | Västra Ed, Småland  |       | 58.037741, 16.559220 | 10088501470001 | Ladda upp en bild av detta fornminne      |
| Västra Ed 148:1                | Stensättning                |              | Västra Ed, Småland  |       | 58.045550, 16.565246 | 10088501480001 | Ladda upp en bild av detta fornminne      |
| Västra Ed 148:2                | Stensättning                |              | Västra Ed, Småland  |       | 58.045433, 16.565252 | 10088501480002 | Ladda upp en bild av detta fornminne      |
| Västra Ed 148:3                | Stensättning                |              | Västra Ed, Småland  |       | 58.045567, 16.565462 | 10088501480003 | Ladda upp en bild av detta fornminne      |
| Västra Ed 149:1                | Gravfält                    |              | Västra Ed, Småland  |       | 58.019510, 16.575473 | 10088501490001 | Ladda upp en bild av detta fornminne      |
| Västra Ed 150:1                | Stensättning                |              | Västra Ed, Småland  |       | 58.020010, 16.575827 | 10088501500001 | Ladda upp en bild av detta fornminne      |
| Västra Ed 151:1                | Stensättning                |              | Västra Ed, Småland  |       | 58.020695, 16.575748 | 10088501510001 | Ladda upp en bild av detta fornminne      |
| Västra Ed 152:1                | Röse                        |              | Västra Ed, Småland  |       | 58.018507, 16.577836 | 10088501520001 | Ladda upp en bild av detta fornminne      |
| Västra Ed 153:1                | Stensättning                |              | Västra Ed, Småland  |       | 58.020047, 16.606189 | 10088501530001 | Ladda upp en bild av detta fornminne      |
| Västra Ed 153:2                | Stensättning                |              | Västra Ed, Småland  |       | 58.020304, 16.606324 | 10088501530002 | Ladda upp en bild av detta fornminne      |
| Västra Ed 153:3                | Stensättning                |              | Västra Ed, Småland  |       | 58.020107, 16.606087 | 10088501530003 | Ladda upp en bild av detta fornminne      |
| Västra Ed 153:4                | Stensättning                |              | Västra Ed, Småland  |       | 58.019888, 16.606342 | 10088501530004 | Ladda upp en bild av detta fornminne      |
| Västra Ed 154:1                | Stensättning                |              | Västra Ed, Småland  |       | 58.019855, 16.607734 | 10088501540001 | Ladda upp en bild av detta fornminne      |
| Västra Ed 155:1                | Stensättning                |              | Västra Ed, Småland  |       | 58.044616, 16.598571 | 10088501550001 | Ladda upp en bild av detta fornminne      |
| Västra Ed 155:2                | Stensättning                |              | Västra Ed, Småland  |       | 58.044396, 16.598808 | 10088501550002 | Ladda upp en bild av detta fornminne      |
| Västra Ed 158:1                | Röse                        |              | Västra Ed, Småland  |       | 58.047791, 16.593906 | 10088501580001 | Ladda upp en bild av detta fornminne      |
| Västra Ed 160:1                | Stensättning                |              | Västra Ed, Småland  |       | 58.046933, 16.593208 | 10088501600001 | Ladda upp en bild av detta fornminne      |
| Västra Ed 160:2                | Stensättning                |              | Västra Ed, Småland  |       | 58.046803, 16.593590 | 10088501600002 | Ladda upp en bild av detta fornminne      |
| Västra Ed 160:3                | Stensättning                |              | Västra Ed, Småland  |       | 58.046740, 16.593372 | 10088501600003 | Ladda upp en bild av detta fornminne      |
| Västra Ed 163:1                | Stensättning                |              | Västra Ed, Småland  |       | 58.048766, 16.403598 | 10088501630001 | Ladda upp en bild av detta fornminne      |
| Västra Ed 164:1                | Fornborg                    |              | Västra Ed, Småland  |       | 58.049616, 16.402251 | 10088501640001 | Ladda upp en bild av detta fornminne      |
| Västra Ed 165:1                | Röse                        |              | Västra Ed, Småland  |       | 58.049856, 16.394752 | 10088501650001 | Ladda upp en bild av detta fornminne      |
| Västra Ed 165:2                | Stensättning                |              | Västra Ed, Småland  |       | 58.049825, 16.395052 | 10088501650002 | Ladda upp en bild av detta fornminne      |
| Västra Ed 166:1                | Stensättning                |              | Västra Ed, Småland  |       | 58.051488, 16.388640 | 10088501660001 | Ladda upp en bild av detta fornminne      |
| Västra Ed 166:2                | Stensättning                |              | Västra Ed, Småland  |       | 58.051164, 16.388957 | 10088501660002 | Ladda upp en bild av detta fornminne      |
| Västra Ed 166:3                | Stensättning                |              | Västra Ed, Småland  |       | 58.051019, 16.388746 | 10088501660003 | Ladda upp en bild av detta fornminne      |
| Västra Ed 166:4                | Stensättning                |              | Västra Ed, Småland  |       | 58.051050, 16.389161 | 10088501660004 | Ladda upp en bild av detta fornminne      |
| Västra Ed 167:1                | Röse                        |              | Västra Ed, Småland  |       | 58.052888, 16.389168 | 10088501670001 | Ladda upp en bild av detta fornminne      |
| Västra Ed 168:1                | Stensättning                |              | Västra Ed, Småland  |       | 58.050593, 16.400267 | 10088501680001 | Ladda upp en bild av detta fornminne      |
| Västra Ed 169:1                | Stensättning                |              | Västra Ed, Småland  |       | 58.059748, 16.403601 | 10088501690001 | Ladda upp en bild av detta fornminne      |
| Västra Ed 170:1                | Gravfält                    |              | Västra Ed, Småland  |       | 58.060984, 16.402635 | 10088501700001 | Ladda upp en bild av detta fornminne      |
| Västra Ed 171:1                | Röse                        |              | Västra Ed, Småland  |       | 58.057583, 16.407420 | 10088501710001 | Ladda upp en bild av detta fornminne      |
| Västra Ed 172:1                | Röse                        |              | Västra Ed, Småland  |       | 58.058092, 16.407469 | 10088501720001 | Ladda upp en bild av detta fornminne      |
| Västra Ed 172:2                | Röse                        |              | Västra Ed, Småland  |       | 58.058208, 16.407396 | 10088501720002 | Ladda upp en bild av detta fornminne      |
| Västra Ed 173:1                | Kyrka/kapell                |              | Västra Ed, Småland  |       | 58.014957, 16.475306 | 10088501730001 | Ladda upp en till bild av detta fornminne |
| Västra Ed 186:1                | Gravfält                    |              | Västra Ed, Småland  |       | 57.984267, 16.484159 | 10088501860001 | Ladda upp en bild av detta fornminne      |
| Västra Ed 201:1                | Borg                        |              | Västra Ed, Småland  |       | 58.042654, 16.405808 | 10088502010001 | Ladda upp en bild av detta fornminne      |
| Västra Ed 204:1                | Stensättning                |              | Västra Ed, Småland  |       | 58.036685, 16.441944 | 10088502040001 | Ladda upp en bild av detta fornminne      |
| Västra Ed 214:1                | Hällristning                |              | Västra Ed, Småland  |       | 58.032379, 16.410181 | 10088502140001 | Ladda upp en bild av detta fornminne      |
| Västra Ed 223:1                | Röse                        |              | Västra Ed, Småland  |       | 58.033941, 16.382606 | 10088502230001 | Ladda upp en bild av detta fornminne      |
| Västra Ed 223:2                | Stensättning                |              | Västra Ed, Småland  |       | 58.034056, 16.382529 | 10088502230002 | Ladda upp en bild av detta fornminne      |
| Västra Ed 225:1                | Stensättning                |              | Västra Ed, Småland  |       | 58.038949, 16.382955 | 10088502250001 | Ladda upp en bild av detta fornminne      |
| Västra Ed 227:1                | Röse                        |              | Västra Ed, Småland  |       | 58.033062, 16.365854 | 10088502270001 | Ladda upp en bild av detta fornminne      |
| Västra Ed 228:1                | Stensättning                |              | Västra Ed, Småland  |       | 58.034591, 16.366412 | 10088502280001 | Ladda upp en bild av detta fornminne      |
| Västra Ed 247:1                | Stensättning                |              | Västra Ed, Småland  |       | 57.982738, 16.480413 | 10088502470001 | Ladda upp en bild av detta fornminne      |
| Västra Ed 248:1                | Röse                        |              | Västra Ed, Småland  |       | 57.976418, 16.479562 | 10088502480001 | Ladda upp en bild av detta fornminne      |
| Västra Ed 251:1                | Hällristning                |              | Västra Ed, Småland  |       | 58.006826, 16.586232 | 10088502510001 | Ladda upp en bild av detta fornminne      |
| Västra Ed 252:1                | Gravfält                    |              | Västra Ed, Småland  |       | 58.059593, 16.555655 | 10088502520001 | Ladda upp en bild av detta fornminne      |
| Västra Ed 253:1                | Gravfält                    |              | Västra Ed, Småland  |       | 58.060659, 16.553377 | 10088502530001 | Ladda upp en bild av detta fornminne      |
| Västra Ed 255:1                | Stensättning                |              | Västra Ed, Småland  |       | 58.056434, 16.555193 | 10088502550001 | Ladda upp en bild av detta fornminne      |
| Västra Ed 257:1                | Stensättning                |              | Västra Ed, Småland  |       | 58.056857, 16.552396 | 10088502570001 | Ladda upp en bild av detta fornminne      |
| Västra Ed 264:1                | Röse                        |              | Västra Ed, Småland  |       | 57.969789, 16.642444 | 10088502640001 | Ladda upp en bild av detta fornminne      |
| Västra Ed 265:1                | Hällristning                |              | Västra Ed, Småland  |       | 57.971317, 16.642459 | 10088502650001 | Ladda upp en bild av detta fornminne      |
| Västra Ed 266:1                | Stensättning                |              | Västra Ed, Småland  |       | 57.974504, 16.647371 | 10088502660001 | Ladda upp en bild av detta fornminne      |
| Västra Ed 267:1                | Stensättning                |              | Västra Ed, Småland  |       | 57.962102, 16.646346 | 10088502670001 | Ladda upp en bild av detta fornminne      |
| Västra Ed 267:2                | Stensättning                |              | Västra Ed, Småland  |       | 57.962405, 16.646211 | 10088502670002 | Ladda upp en bild av detta fornminne      |
| Västra Ed 269:1                | Hög                         |              | Västra Ed, Småland  |       | 57.994166, 16.519831 | 10088502690001 | Ladda upp en bild av detta fornminne      |
| Västra Ed 270:1                | Stensättning                |              | Västra Ed, Småland  |       | 58.006837, 16.506268 | 10088502700001 | Ladda upp en bild av detta fornminne      |
| Västra Ed 270:2                | Stensättning                |              | Västra Ed, Småland  |       | 58.006964, 16.506134 | 10088502700002 | Ladda upp en bild av detta fornminne      |
| Västra Ed 274:1                | Stensättning                |              | Västra Ed, Småland  |       | 58.010017, 16.507008 | 10088502740001 | Ladda upp en bild av detta fornminne      |
| Västra Ed 274:2                | Stensättning                |              | Västra Ed, Småland  |       | 58.009956, 16.506492 | 10088502740002 | Ladda upp en bild av detta fornminne      |
| Västra Ed 275:1                | Grav- och boplatsområde     |              | Västra Ed, Småland  |       | 58.009587, 16.508522 | 10088502750001 | Ladda upp en bild av detta fornminne      |
| Västra Ed 276:1                | Hög                         |              | Västra Ed, Småland  |       | 58.008447, 16.502498 | 10088502760001 | Ladda upp en bild av detta fornminne      |
| Västra Ed 278:1                | Hällristning                |              | Västra Ed, Småland  |       | 57.955177, 16.647784 | 10088502780001 | Ladda upp en bild av detta fornminne      |
| Västra Ed 279:1                | Stensättning                |              | Västra Ed, Småland  |       | 57.996215, 16.566305 | 10088502790001 | Ladda upp en bild av detta fornminne      |
| Västra Ed 281:1                | Hällristning                |              | Västra Ed, Småland  |       | 57.970933, 16.626072 | 10088502810001 | Ladda upp en bild av detta fornminne      |
| Västra Ed 282:1                | Stensättning                |              | Västra Ed, Småland  |       | 57.980324, 16.607773 | 10088502820001 | Ladda upp en bild av detta fornminne      |
| Västra Ed 291:2                | Stenkammargrav              |              | Västra Ed, Småland  |       | 58.017397, 16.613299 | 10088502910002 | Ladda upp en bild av detta fornminne      |
| Västra Ed 304:1                | Stensättning                |              | Västra Ed, Småland  |       | 57.982278, 16.489757 | 10088503040001 | Ladda upp en bild av detta fornminne      |
| Västra Ed 305:1                | Stensättning                |              | Västra Ed, Småland  |       | 57.989139, 16.486599 | 10088503050001 | Ladda upp en bild av detta fornminne      |
| Västra Ed 321:1                | Stensättning                |              | Västra Ed, Småland  |       | 58.008700, 16.502460 | 10088503210001 | Ladda upp en bild av detta fornminne      |
| Västra Ed 321:2                | Stensättning                |              | Västra Ed, Småland  |       | 58.008762, 16.502323 | 10088503210002 | Ladda upp en bild av detta fornminne      |
| Västra Ed 327:1                | Hög                         |              | Västra Ed, Småland  |       | 58.064314, 16.404700 | 10088503270001 | Ladda upp en bild av detta fornminne      |
| Västra Ed 328:1                | Stensättning                |              | Västra Ed, Småland  |       | 58.065267, 16.402393 | 10088503280001 | Ladda upp en bild av detta fornminne      |
| Västra Ed 335                  | Runristning                 |              | Västra Ed, Småland  |       | 58.014951, 16.474907 | 12000000028327 | Ladda upp en till bild av detta fornminne |
| Västra Ed 336                  | Hällristning                |              | Västra Ed, Småland  |       | 57.972181, 16.643131 | 12000000065383 | Ladda upp en bild av detta fornminne      |
| Västra Ed 347                  | Stensättning                |              | Västra Ed, Småland  |       | 57.985768, 16.483831 | 12000000108097 | Ladda upp en bild av detta fornminne      |
| Västra Ed 350                  | Hällristning                |              | Västra Ed, Småland  |       | 57.969438, 16.631368 | 12000000132601 | Ladda upp en bild av detta fornminne      |
| Västra Ed 351                  | Hällristning                |              | Västra Ed, Småland  |       | 57.972932, 16.643571 | 12000000132603 | Ladda upp en bild av detta fornminne      |
| Västra Ed 352                  | Hällristning                |              | Västra Ed, Småland  |       | 57.969496, 16.631488 | 12000000132605 | Ladda upp en bild av detta fornminne      |
| Västra Ed 353                  | Hällristning                |              | Västra Ed, Småland  |       | 57.974073, 16.642826 | 12000000132607 | Ladda upp en bild av detta fornminne      |
| Västra Ed 354                  | Hällristning                |              | Västra Ed, Småland  |       | 57.969513, 16.631449 | 12000000132609 | Ladda upp en bild av detta fornminne      |
| Västra Ed 355                  | Hällristning                |              | Västra Ed, Småland  |       | 57.971788, 16.642326 | 12000000132611 | Ladda upp en bild av detta fornminne      |
| Västra Ed 356                  | Hällristning                |              | Västra Ed, Småland  |       | 57.969545, 16.631451 | 12000000132613 | Ladda upp en bild av detta fornminne      |
| Västra Ed 357                  | Hällristning                |              | Västra Ed, Småland  |       | 57.971133, 16.644300 | 12000000132615 | Ladda upp en bild av detta fornminne      |
| Västra Ed 358                  | Hällristning                |              | Västra Ed, Småland  |       | 57.969561, 16.631469 | 12000000132617 | Ladda upp en bild av detta fornminne      |
| Västra Ed 359                  | Hällristning                |              | Västra Ed, Småland  |       | 57.975254, 16.631402 | 12000000132619 | Ladda upp en bild av detta fornminne      |
| Västra Ed 360                  | Hällristning                |              | Västra Ed, Småland  |       | 57.972397, 16.641410 | 12000000132621 | Ladda upp en bild av detta fornminne      |
| Västra Ed 361                  | Hällristning                |              | Västra Ed, Småland  |       | 57.969648, 16.631212 | 12000000132623 | Ladda upp en bild av detta fornminne      |
| Västra Ed 362                  | Hällristning                |              | Västra Ed, Småland  |       | 57.974978, 16.631186 | 12000000132625 | Ladda upp en bild av detta fornminne      |
| Västra Ed 363                  | Hällristning                |              | Västra Ed, Småland  |       | 57.969151, 16.631216 | 12000000132628 | Ladda upp en bild av detta fornminne      |
| Västra Ed 364                  | Hällristning                |              | Västra Ed, Småland  |       | 57.973186, 16.641559 | 12000000132630 | Ladda upp en bild av detta fornminne      |
| Västra Ed 365                  | Hällristning                |              | Västra Ed, Småland  |       | 57.969211, 16.631036 | 12000000132632 | Ladda upp en bild av detta fornminne      |
| Västra Ed 366                  | Hällristning                |              | Västra Ed, Småland  |       | 57.973240, 16.642675 | 12000000132634 | Ladda upp en bild av detta fornminne      |
| Västra Ed 367                  | Hällristning                |              | Västra Ed, Småland  |       | 57.969263, 16.630990 | 12000000132636 | Ladda upp en bild av detta fornminne      |
| Västra Ed 368                  | Hällristning                |              | Västra Ed, Småland  |       | 57.973791, 16.642993 | 12000000132638 | Ladda upp en bild av detta fornminne      |
| Västra Ed 369                  | Hällristning                |              | Västra Ed, Småland  |       | 57.972337, 16.641716 | 12000000132640 | Ladda upp en bild av detta fornminne      |
| Västra Ed 370                  | Hällristning                |              | Västra Ed, Småland  |       | 57.972946, 16.640947 | 12000000132642 | Ladda upp en bild av detta fornminne      |
| Västra Ed 371                  | Hällristning                |              | Västra Ed, Småland  |       | 57.973060, 16.622960 | 12000000132644 | Ladda upp en bild av detta fornminne      |
| Västra Ed 372                  | Hällristning                |              | Västra Ed, Småland  |       | 57.972951, 16.641210 | 12000000132646 | Ladda upp en bild av detta fornminne      |
| Västra Ed 373                  | Stensättning                |              | Västra Ed, Småland  |       | 57.969634, 16.630820 | 12000000132648 | Ladda upp en bild av detta fornminne      |